# Ilia Vlasov
Ilia Serguéyevich Vlasov (en ruso Илья Сергеевич Власов, Kumertáu, 3 de agosto de 1995) es un jugador profesional de voleibol ruso, juega en posición central.

## Palmarés

### Clubes
Challenge Cup:
- 2017
- 2016

Copa de Rusia:
- 2020

Copa CEV:
- 2021[2]

Campeonato de Rusia:
- 2021

### Selección nacional
Campeonato Europeo Sub-19:
- 2013

Campeonato Europeo Sub-21:
- 2014

Juegos Europeos:
- 2015

Universiadas:
- 2015

Campeonato Europeo:
- 2017

Liga de Naciones:
- 2018

## Premios individuales
- 2013: Mejor bloqueador Campeonato Europeo Sub-19